# Ius commune
Ius commune, jus commune of gemeen recht is het Romeinse recht zoals dit vanaf de 11e eeuw tot en met de vroegmoderne tijd in geheel continentaal Europa in verschillende varianten werd toegepast en onderwezen, steeds gemengd met elementen van plaatselijk (gewoonte-)recht. Dankzij de moderniserende receptie (aanpassingen) van het klassieke Romeinse recht, door middeleeuwse glossatoren, werd het ius commune in de middeleeuwen de basis voor het burgerlijk recht van het Europese vasteland. Pas met de codificaties van de 18e en 19e eeuw werd deze belangrijke rol overgenomen door de verschillende nationale burgerlijke wetboeken. Het continentale ius commune wordt ook wel aangeduid als geleerd recht, omdat het steeds met een academische context verbonden was. De Engelse term common law betekent letterlijk vertaald ook ius commune of gemeen recht, maar is niet gebaseerd op een gemeenschappelijk Europees recht.

## Romeins recht
In het Romeinse Rijk en het latere Byzantijnse Rijk was door de eeuwen heen een fijnmazig systeem van gewoonterecht en rechtersrecht ontwikkeld, dat rond 530 na Christus in opdracht van keizer Justitianus door een selecte groep van rechtsgeleerden werd verzameld en schriftelijk vastgelegd (codificatie) in wetboeken die de naam Corpus Iuris Civilis kregen. Tijdens de 'grote volksverhuizingen' raakten belangrijke delen van dit Romeinse recht in de vergetelheid. Vanaf de elfde eeuw werd veel daarvan opnieuw ontdekt en wetenschappelijk bewerkt. Het werk van Irnerius, en de stichting van de universiteit van Bologna speelden hierin een belangrijke rol. Doordat het Romeinse recht eeuwenlang bestudeerd werd door aankomende juristen werd het weer algemeen bekend.
De juristen gingen op uiteenlopende rechtsgebieden aan het werk. Het Romeinse recht dat ze bestudeerd hadden, werd allengs meer toegepast, waardoor het in toenemende mate het lokale gewoonterecht begon te beïnvloeden of te verdringen. Dit proces wordt de receptie van het Romeinse recht genoemd. Hierbij werd het Romeinse recht in het algemeen niet rechtstreeks toegepast, maar van commentaren voorzien met daarbij mogelijkheden van toepassing in de plaatselijke rechtspraktijk. Hier speelden commentaren een rol, zoals de Glossa ordinaria van de glossator Accursius en de commentaren van de postglossator Bartolus de Saxoferrato.

## Kerkelijk recht (canoniek recht)
Een ontwikkeling die parallel aan de receptie van het ius commune in het wereldlijk recht plaatsvond, was de ontwikkeling van kerkelijk recht binnen de Rooms-Katholieke Kerk, het zogenaamde canoniek recht. Hier ontstond een omvangrijk eigen kerkelijk recht, dat in het Corpus Iuris Canonici werd samengebracht en dat in veel opzichten was gebaseerd op de beginselen van het Romeins recht. Dit wordt niet tot het ius commune gerekend omdat het alleen binnen de kerkelijke organisatie gold (en geldt), maar de Kerk nam in de middeleeuwen en de vroege middeleeuwen in belangrijke mate invloed op het maatschappelijke en politieke leven, waaronder de rechtspraak.
Aan de juridische faculteiten werd, naast het Romeins recht en het plaatselijke recht, ook het canoniek recht onderwezen. Dit is ook de verklaring van de alternatieve, gangbare benaming rechtenstudie als synoniem voor de universitaire studie van de rechtsgeleerdheid.

## Lokaal gewoonterecht
De tegenhanger van het ius commune of gemeen recht was het lokale gewoonterecht. Dit gewoonterecht was - in tegenstelling tot het Romeins recht en het canoniek recht - niet schriftelijk vastgelegd. Het bestond bij de gratie van de dagelijkse rechtspraktijk, die stoelde op een langdurig gepleegd gewoonterecht (longa consuetudo of usus), en een rechtsovertuiging (opinio necessitatis). Het gewoonterecht verschilde van regio tot regio. Veelal had het gewoonterecht primaire gelding (voorrang), terwijl het ius commune een subsidiaire (aanvullende) rol had. In de praktijk kreeg in veel regio's het ius commune door de eeuwen heen een gelijkwaardige of belangrijker rol dan het gewoonterecht. Dit had meerdere oorzaken. Enerzijds moest de gelding van het ongeschreven gewoonterecht bewezen worden, wat niet eenvoudig was. Daarom kon men zich beter op het geschreven gemene recht beroepen. Daarenboven werd door veel juristen het gewoonterecht restrictief uitgelegd, terwijl het ius commune een extensieve uitleg kreeg. Dat hield in dat het gewoonterecht slechts dan op een situatie van toepassing was wanneer deze exact aan de voorwaarden van het gewoonterecht voldeed. Aangezien dit zelden het geval was, kwam men in de meeste gevallen dus bij het ius commune uit.

## Receptie van het ius commune
Terwijl het canonieke (kerkelijk) recht van meet af aan werd toegepast door de kerkelijke instellingen, gold dat niet voor het Romeins recht of ius commune in de wereldlijke rechtspraak. Het ius commune werd weliswaar aan alle universiteiten onderricht en onderzocht, maar in de rechtbanken en door rechtsprekenden werd in de regel het lokale gewoonterecht toegepast; de veranderingen verliepen zeer langzaam. Een belangrijke stap was de oprichting in 1495 van het Rijkskamergerecht als hoogste rechtsorgaan in het Heilige Roomse Rijk. Dit centrale gerecht, dat heeft bestaan tot 1806, hanteerde het ius commune als primair recht, terwijl het gewoonterecht alleen een aanvullende functie had. Vanaf de zestiende eeuw werd het gemene recht in bijna geheel Europa gesproken, behalve in Engeland, dat zijn eigen common law behield.

## Opkomst van nationale rechtsstelsels
Vanaf de zestiende eeuw werden de lokale rechtsgewoonten weer sterker. In het tijdvak van de usus modernus ("modern gebruik" van het Romeins recht) ontstaan nationale varianten van het ius commune, zoals in Nederland het Rooms-Hollands recht en in Duitsland het Rooms-Duits recht. Toch was in deze nationale varianten de invloed van het ius commune nog steeds zeer sterk.
De vorming van naties met eigen rechtsstelsels (nationaal recht) ging verder in het tijdperk van de Verlichting, die de kritische rede stelde tegenover het historisch gegroeide ius commune. Bovendien begonnen landen het binnen hun grondgebied geldend recht te codificeren en wenselijk nieuw eigen recht te ontwikkelen. Zo ontstond onder Napoleon Bonaparte de Code Napoléon dat werd ingevoerd op het hele grondgebied waar Napoleon heerste. Veel regels daarvan zijn nog steeds van kracht in België en ze werden opgenomen in het Nederlandse Burgerlijk Wetboek van 1838. Ook het in opdracht van Rijkskanselier Otto von Bismarck nieuw ontworpen Duitse Bürgerliches Gesetzbuch, dat voor alle landen die binnen het nieuw opgerichte Duitse Keizerrijk vielen, met elk eigen rechtsstelsels, een eenvormig wetboek moest zijn, bevat beginselen en rechtsfiguren uit het Romeinse recht, naast die uit het Germaanse recht. Omdat deze wetboeken allemaal mede zijn geschreven tegen de achtergrond van het ius commune, vormt het Romeinse recht hier, via de receptie in het gemene recht, een gemeenschappelijke rechtsbron.
Een van de laatste gebieden waar een oorspronkelijkere vorm van het ius commune nog geldt, is Zuid-Afrika, waar het Rooms-Hollands recht als Nederlandse variant van het gemene recht, nog altijd een rol speelt, zij het dat het Engelse common law hier inmiddels ook grote invloed heeft gekregen.

## Common law
Letterlijk betekent common law ook gemeen recht of ius commune. Het is echter een ander rechtssysteem dan het Europese, continentale ius commune. De Normandische koningen van Engeland bevorderden, al vlak na de Normandische verovering in 1066, de rechtseenheid, door in heel Engeland koninklijke rechtspraak toe te passen. Hierdoor beschikte Engeland al vroeg over een eigen, gemeenschappelijk recht, en was het niet vatbaar voor de triomftocht, die het Romeinse recht later op het Europese vasteland zou maken. Dit geldt niet voor Schotland dat wel het continentale ius commune overnam.
Door de invloed van Engeland als kolonisator ten tijde van het imperialisme, werd dit lokale common law in veel landen overgenomen, met name in de landen van het Britse Gemenebest.